# (35100) 1991 NK
1991 NK (asteroide 35100) é um asteroide da cintura principal. Possui uma excentricidade de 0.24674700 e uma inclinação de 13.08326º.
Este asteroide foi descoberto no dia 8 de julho de 1991 por Eleanor F. Helin em Palomar.